# Pintor de Chiusi

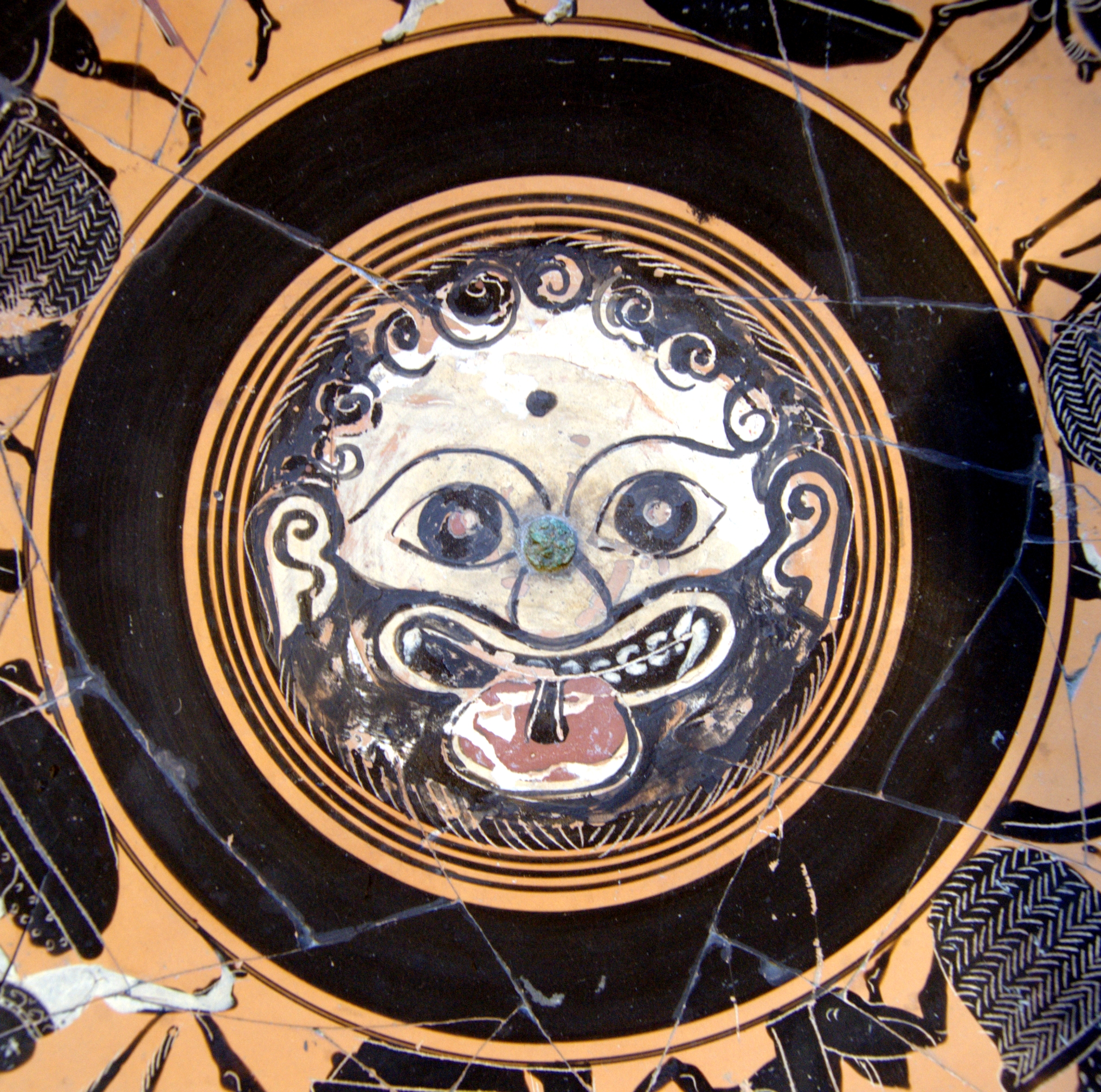
Tondo de un kílix con la representación de una Gorgona. París: Cabinet des Médailles.

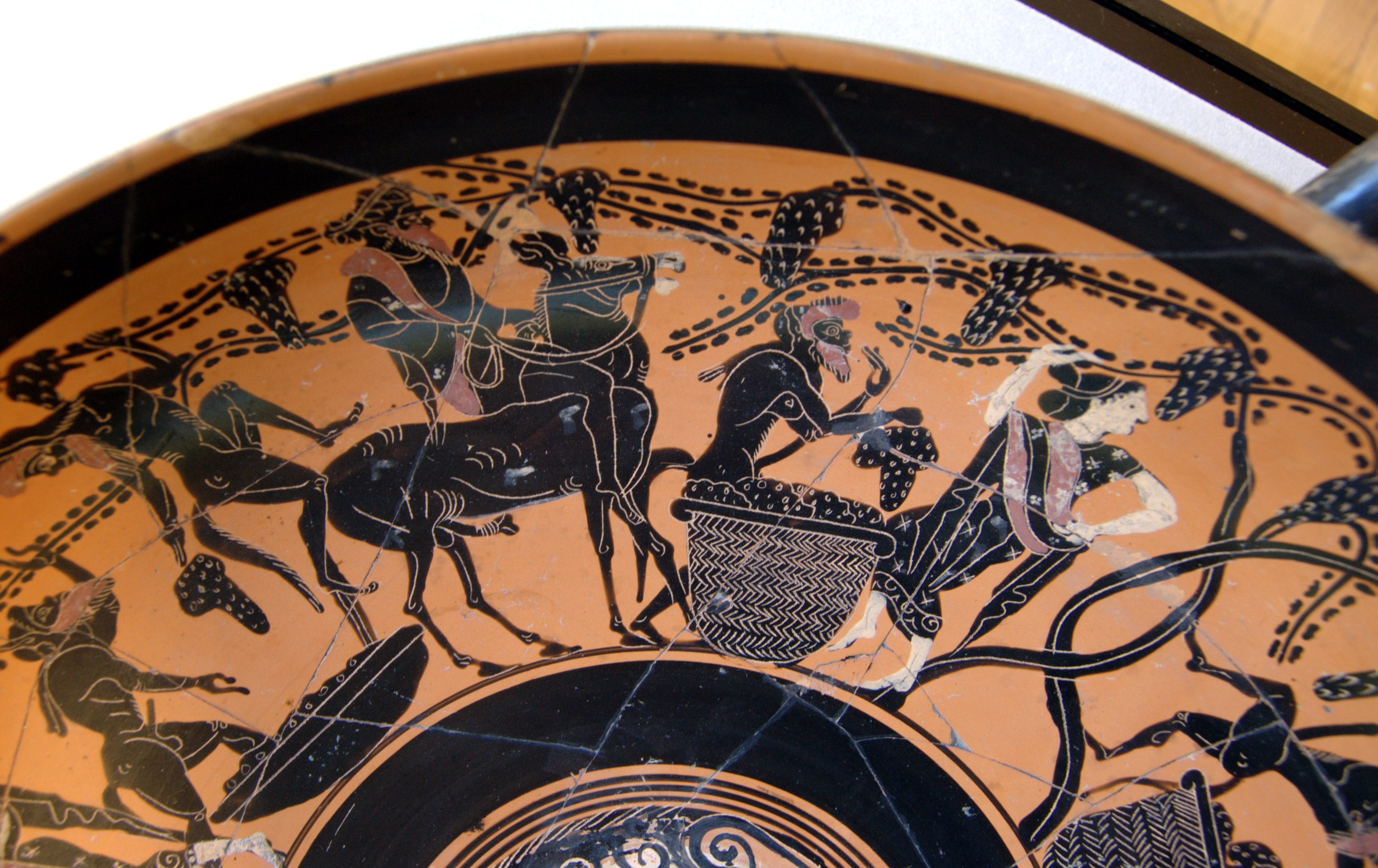
Procesión de sátiros y ménades en el exterior de un kílix. París: Cabinet des Médailles.

El Pintor de Chiusi fue un pintor ático de vasos de figuras negras, activo en el último cuarto del siglo VI a. C. Su verdadero nombre no se conoce.
Formó parte del llamado Grupo de Leagro, el último grupo importante de pintores en el estilo de figuras negras. Se caracteriza por lo que John Boardman llama una «finura un poco aburrida», en comparación con otros artistas del grupo, no alcanzando los estándares del Pintor de Aqueloo por ejemplo.